# Sports Illustrated Television
 (mai 2017).
Le contenu est difficilement compréhensible vu les erreurs de traduction, qui sont peut-être dues à l'utilisation d'un logiciel de traduction automatique.
Sports Illustrated est le premier et le plus important réseau HD de sport 24h/24 en Asie. Lancé le 1er octobre 2009 par Yes Television, la chaîne a été relancée en 2016 par une coentreprise entre ASN et Time (propriétaires du magazine Sports Illustrated).
Elle gère 3,200 heures de contenu sportif sous licence, avec des droits asiatiques exclusifs de la NFL (y compris le Super Bowl), du NHL, du NCAA March Madness, du NASCAR et d'Extreme Sports ainsi que des droits de jeu exclusifs sur certains licences de NCAA  et autres événements majeurs universitaires,.
Sports Illustrated est présent sur 12 territoires : Hong Kong, Cambodge, Laos, Inde, Indonésie, Macao, Malaisie, Myanmar, Taiwan, Thaïlande, Singapour et Philippines.

## Programmation diffusée par Sports Illustrated
- NHL
- NHL Tonight
- NCAA Football & Basket-ball
- National Lacrosse League
- Better Than Four
- Dream Car Garage
- Epic TV
- NASCAR Xfinity Series ( Race & Highlights )
- NASCAR Camping World Truck Series ( Race & Highlights )
- NASCAR Whelen Euro Series ( Race & Highlights ) (2016 ultérieur)
- NFL
- NHL Total Access
- NFL GameDay

(La programmation NFL est exclue en Thaïlande (True Visions), à Hong Kong (Now TV) et à Taiwan (Sportcast)
- SI Now

## Disponibilité de la chaîne
| Pays        | Diffuseur                | Numéro de canal                               |
| ----------- | ------------------------ | --------------------------------------------- |
| Hong Kong   | Cable TV Hong Kong       | Chaîne 164 (SD)                               |
| Hong Kong   | Now TV                   | Chaîne 680 (HD)                               |
| Inde        | BiG TV                   | Chaîne 955                                    |
| Indonésie   | First Media              | Chaîne 150 (Numérique), Chaîne 8 (Analogique) |
| Indonésie   | Skynindo                 | Chaîne 50/51                                  |
| Indonésie   | Topas TV                 | Chaîne 51                                     |
| Macao       | Macau Cable TV           | Chaîne 634                                    |
| Malaisie    | HyppTV                   | Chaîne 701 et 702                             |
| Philippines | Cignal                   | Prochainement                                 |
| Philippines | SkyCable & Destiny Cable | Chaîne 83 (SD), Chaîne 177 (HD)               |
| Singapour   | SingTel                  | Chaîne 129                                    |
| Singapour   | Starhub                  | Chaîne 215 (SD/HD)                            |
| Taiwan      | MOD                      | Chaîne 185 (HD)                               |
| Thaïlande   | TrueVisions              | Chaîne 672 (HD)                               |